# Janet Lynn Kavandi
Janet Lynn Kavandi est une astronaute américaine née le 17 juillet 1959, vétéran de trois missions à bord de la navette spatiale.

## Biographie

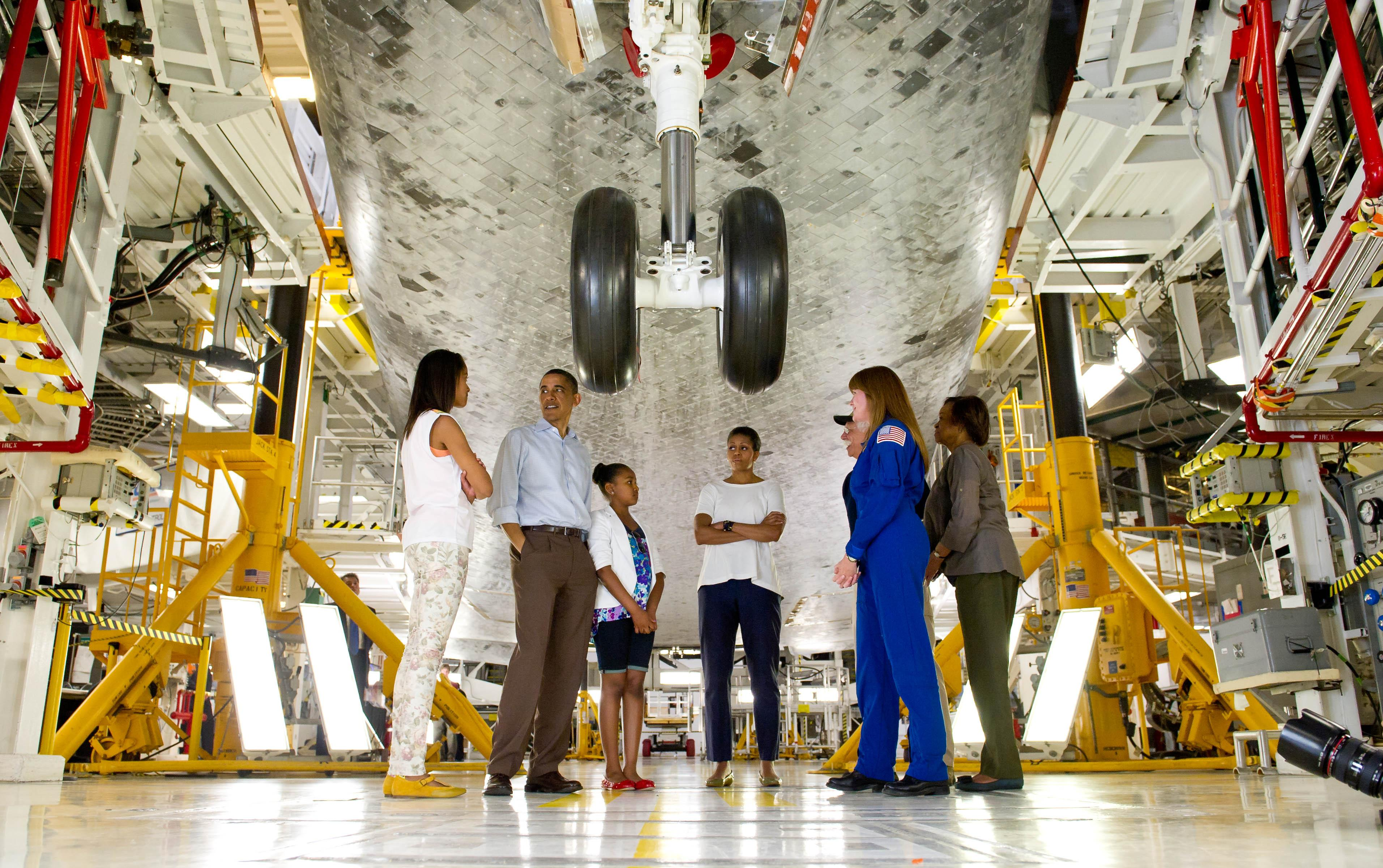
Janet avec le président américain Obama en 2011.

Kavandi est diplômée en 1977 du Carthage Senior High School à Carthage, dans le Missouri. Elle a ensuite obtenu un diplôme en chimie du Missouri Southern State College (baccalauréat, 1980), l'Université du Missouri de la science et de la technologie (masters, 1982), et l'Université de Washington (doctorat, 1990).
Kavandi est diplômée de chimie. Elle a travaillé pour Boeing pendant les années 1980 sur des projets de la défense.

## Vols réalisés
Elle a été choisie comme candidate astronaute en 1994 et a volé à bord de STS-91 en 1998 en tant que spécialiste en mission, et puis sur STS-99 en 2000.
Elle a travaillé sur les systèmes de robot manipulateur pour la navette et la station spatiale internationale et a fait partie de la mission STS-104, un vol vers l'ISS.